# Nikolái Kapustin
Nikolái Guírshevich Kapustin (Jórlivka, 22 de noviembre de 1937-Moscú, 2 de julio de 2020) fue un compositor y pianista ruso.

## Biografía y obra
Su educación musical se inició a los 7 años, tomando lecciones de piano. A los 14 años se trasladó a Moscú, donde estudió piano con Avrelian Rubaj y Alexander Goldenweiser en el conservatorio de Moscú. Tras graduarse en 1961 fue miembro de la Oleg Lundstrem Big Band. Desde finales de los años 1950 adquirió gran renombre como pianista de jazz y compositor. Su música fusiona la influencia del jazz y la música clásica. De Johann Sebastian Bach extrae la idea de la no improvisación. El mismo Kapustin, conversando sobre este tema, afirmó lo siguiente: «todas mis improvisaciones están escritas, desde luego, y así mejoran». Entre sus obras principales se encuentran 20 sonatas para piano, seis conciertos para piano, conciertos para otros instrumentos, variaciones para piano, estudios y tríos. Su obra fue grabada en numerosas ocasiones, muchas veces con el propio compositor como intérprete. También fue interpretada por otros pianistas, como Steven Osborne, Marc-André Hamelin, Ludmil Angelov, el español Daniel del Pino, Alekséi Volodin y la japonesa Masahiro Kawakami. Sus tríos para piano fueron grabados por el Trío Arbós.